# Theodore Roberts
Pour les articles homonymes, voir Roberts.
Theodore Roberts (San Francisco, Californie (États-Unis), 8 octobre 1861 – Hollywood (Californie), 14 décembre 1928), est un acteur américain.

## Biographie
Il a fait une longue carrière au théâtre, et n'a abordé le cinéma que déjà âgé, dans les années 1910 à Hollywood. Il a souvent tourné pour Cecil B DeMille. Il est enterré au Hollywood Forever Cemetery.

## Filmographie
- 1914 :
  - L'Appel du Nord (The Call of the North) d'Oscar Apfel et Cecil B. DeMille : Galen Albert, représentant de la compagnie
  - The Making of Bobby Burnit d'Oscar Apfel : Sam Stone
  - Where the Trail Divides de James Neill : Colonel William Landor
  - What's His Name de Cecil B. DeMille
  - Ready Money d'Oscar Apfel : Mike Reardon
  - The Man from Home de Cecil B. DeMille : Le Grand Duc Vaseill
  - The Circus Man d'Oscar Apfel : Thomas Braddock
  - The Ghost Breaker d'Oscar Apfel et Cecil B. DeMille : Prince d'Aragon
- 1915 :
  - La Fille du Far West (The Girl of the Golden West) de Cecil B. DeMille : shérif Jack Rance
  - After Five de Cecil B. DeMille et Oscar Apfel : Bruno Schwartz
  - The Governor's Lady (en) de George Melford : Sénateur Strickland
  - The Unafraid de Cecil B. DeMille : agent double de l'Empire
  - The Captive de Cecil B. DeMille : le bourgmestre
  - The Woman (en) de George Melford : Jim Blake
  - Stolen Goods (en) de George Melford : chirurgien-chef allemand
  - The Wild Goose Chase de Cecil B. DeMille : Horatio Brutus Bangs
  - The Arab de Cecil B. DeMille : Gouverneur turc
  - The Fighting Hope de George Melford : Cornelius Brady
  - The Secret Orchard de Frank Reicher : Favereau
  - The Marriage of Kitty de George Melford : rôle indéterminé
  - The Case of Becky de Frank Reicher : Balzamo
  - Mr. Grex of Monte Carlo de Frank Reicher : Mr. Grex, alias du Grand Duc Augustus Peter
  - The Unknown de George Melford : Capitaine Destinn
  - The Immigrant de George Melford : J.J. Walton
  - Tentation (Temptation) de Cecil B. DeMille : Otto Mueller
- 1916 :
  - Pudd'nhead Wilson de Frank Reicher : Pudd'nhead Wilson
  - La Piste du pin solitaire (The Trail of the Lonesome Pine) de Cecil B. DeMille : Judd Tolliver
  - The Sowers de William C. de Mille et Frank Reicher : Boris Dolokhof
  - The Thousand-Dollar Husband de James Young: Oncle Sven Johnson
  - The Dream Girl de Cecil B. DeMille : Jim Dugan
  - Common Ground (en) de William C. de Mille : James Mordant
  - Anton the Terrible de William C. de Mille : Anton Kazoff
  - The Storm de Frank Reicher : Professeur Octavius Raydon
  - Unprotected de James Young : Rufus Jamison
  - Anice, fille de ferme (The Plow Girl) de Robert Z. Leonard : rôle indéterminé
  - Jeanne d'Arc (Joan the woman) de Cecil B. DeMille : Pierre Cauchon
- 1917 :
  - The American Consul de Rollin S. Sturgeon : Abel Manning
  - The Cost of Hatred de George Melford : Justus Graves
  - What Money Can't Buy de Lou Tellegen : Madison Hale
  - The Varmint de William Desmond Taylor : un Romain
  - La Petite Princesse (The Little Princess) de Marshall Neilan : Cassim
  - Nan of Music Mountain (en) de Cecil B. DeMille : Duc Morgan
  - Le Talisman (The Devil-Stone)  de Cecil B. DeMille
- 1918 :
  - A Petticoat Pilot de Rollin S. Sturgeon : Capitaine Shad' Gould
  - La Blessure qui sauve (The Hidden Pearls) de George Melford : John Garvin
  - Wild Youth de George Melford : Joel Mazarine
  - L'Enfant de la forêt (M'Liss) de Marshall Neilan : John Benson 'Bummer' Smith
  - La Proie pour l'ombre (Old Wives for New) de Cecil B. DeMille : Berkeley
  - L'Illusion du bonheur (We Can't Have Everything) de Cecil B. DeMille : Le Sultan
  - The Source de George Melford : Big John Beaumont
  - The Girl Who Came Back (en) de Robert G. Vignola : Michael Hartner, père de Lois
  - Such a Little Pirate de George Melford : Obadiah Wolf
  - Le Lieutenant Douglas (Arizona) de Douglas Fairbanks et Albert Parker : Canby
  - Le Mari de l'indienne (The Squaw Man) de Cecil B. DeMille : Big Bill
- 1919 :
  - Peg o' My Heart de William C. de Mille
  - Après la pluie, le beau temps (Don't Change Your Husband) de Cecil B. DeMille : L'évêque Thomas Thornby
  - The Winning Girl de Robert G. Vignola : Major Milligan
  - The Poor Boob de Donald Crisp : Henry Platt
  - Le Démon de la vitesse (The Roaring Road) de James Cruze : J.D. Ward, l'ours
  - Pour le meilleur et pour le pire (For Better, for Worse) de Cecil B. DeMille : Responsable hospitalier
  - Fires of Faith d'Edward José : Salutiste
  - L'Orgueil de la faute (The Woman Thou Gavest Me) de Hugh Ford : Daniel MacNeill
  - You're Fired (en) de James Cruze : Gordon Rogers
  - Secret Service de Hugh Ford : Général Harrison Randolph
  - Love Insurance de Donald Crisp : Spencer Meyrick
  - Le Vrai visage (What Every Woman Learns) de Fred Niblo : Peter Fortesque
  - Hawthorne of the U.S.A. (en) de James Cruze : Sénateur Ballard
  - L'Admirable Crichton (Male and Female) de Cecil B. DeMille : Lord Loam
  - Everywoman de George Melford : la santé
- 1920 :
  - Rêve et Réalité (Suds) de John Francis Dillon : rôle indéterminé
  - Double Speed de Sam Wood : John Ogden
  - Le Loupiot (Judy of Rogue's Harbor) de William Desmond Taylor : Grandpapa Ketchel
  - Excuse My Dust de Sam Wood : J. D. Ward
  - L'amour a-t-il un maître ? (Something to Think About) de Cecil B. DeMille : Luke Anderson
  - Ginette (Sweet Lavender) de Paul Powell : Professeur Phenyl
  - The Furnace de William Desmond Taylor : Général Archibald Foulkes-Brent
- 1921 :
  - Le Fruit défendu (Forbidden Fruit) de Cecil B. DeMille : James Harrington Mallory
  - Train spécial (The Love Special) de Frank Urson : Président Gage
  - Sham de Thomas N. Heffron : Jeriamiah Buck
  - Le Circuit de l'amour (Too Much Speed) de Frank Urson : Pat MacMurran
  - Le cœur nous trompe (The Affairs of Anatol) de Cecil B. DeMille : Gordon Bronson
  - Exit the Vamp de Frank Urson : vieil homme Shipley
  - Hail the Woman de John Griffith Wray : Oliver Beresford
  - Lulu Cendrillon (Miss Lulu Bett) de William C. de Mille : Dwight Deacon

- 1922 :
  - Le Détour (Saturday Night) de Cecil B. DeMille : l'oncle d'Iris
  - Cent à l'heure (Across the Continent) de Phil Rosen : John Dent
  - Notre premier citoyen (en) d'Alfred E. Green : Colonel Sam De Mott, politicien
  - If You Believe It, It's So (en) de Tom Forman : Sky Blue (homme de confiance)
  - The Old Homestead (en) de James Cruze : oncle Joshua Whitcomb
  - The Man Who Saw Tomorrow d'Alfred E. Green : Capitaine Morgan Pring

- 1923 :
  - Grand-Papa (en) (Grumpy) de William De Mille : Grumpy
  - Les Femmes libres (Prodigal Daughters) de Sam Wood : J.D. Forbes
  - La Conquête d'un cœur (Racing Hearts) de Paul Powell : John Kent
  - La Première Aventure de Douglas Fairbanks Junior (Stephen Steps Out) de Joseph Henabery : Stephen Harlow Sr.
  - Les Dix Commandements (The Ten Commandments) de Cecil B. DeMille : Moïse
  - En votre honneur, mesdames ! (To the Ladies) de James Cruze : John Kincaid

- 1925 :
  - Locked Doors de William C. de Mille : Mr. Reid
  - Raymond, le chien et la jarretière (en) (Forty Winks) de Paul Iribe et Frank Urson : Adam Butterworth

- 1926 :
  - The Cat's Pajamas de William A. Wellman : le père de Sally

- 1928 :
  - Les Masques de Satan (The Masks of the Devil) de Victor Sjöström : le Comte Palester
  - Ned McCobb's Daughter (en) de William J. Cowen : Ned McCobb

- 1929 :
  - Voisins ennemis (Noisy Neighbors) de Charles Reisner : Colonel Carstairs